# 후쿠미쓰촌 (시마네현)
후쿠미쓰촌(福光村)은 시마네현 니마군에 있던 촌이다. 현재의 오다시의 일부에 해당한다.

## 참고문헌
- 角川日本地名大辞典 32 島根県
- 『市町村名変遷辞典』東京堂出版、1990年。